# Kamienica Ław Szewskich i Chlebowych w Lwówku Śląskim
Kamienica Ław Szewskich i Chlebowych w Lwówku Śląskim (Dom Ław Chlebowych i Obuwniczych) – zabytkowa, renesansowa kamienica w Lwówku Śląskim z 2 poł. XIII wieku, przebudowana w 1494 r, ulokowana w rynku w Lwówku Śląskim pod adresem plac Wolności 21. W budynku działa Apteka Ław Chlebowych. Nad północnym wejściem do budynku znajduje się nadproże portalu z emblematem cholewkarzy. Nad południowym wejściem, na wysokości drugiego piętra zachował o się godło piekarzy z 1494 r. w kształcie precla. W tympanon kościoła św. Franciszka z Asyżu w Lwówku Śląskim wmurowana została płaskorzeźba ukrzyżowania z Matką Boską i św. Janem Chrzcicielem, a nad nią drugi z zachowanych herbów cechu piekarzy lwóweckich, który został tu przeniesiony z ław chlebowych w rynku i w nienaruszonym stanie zdobi północną ścianę świątyni.

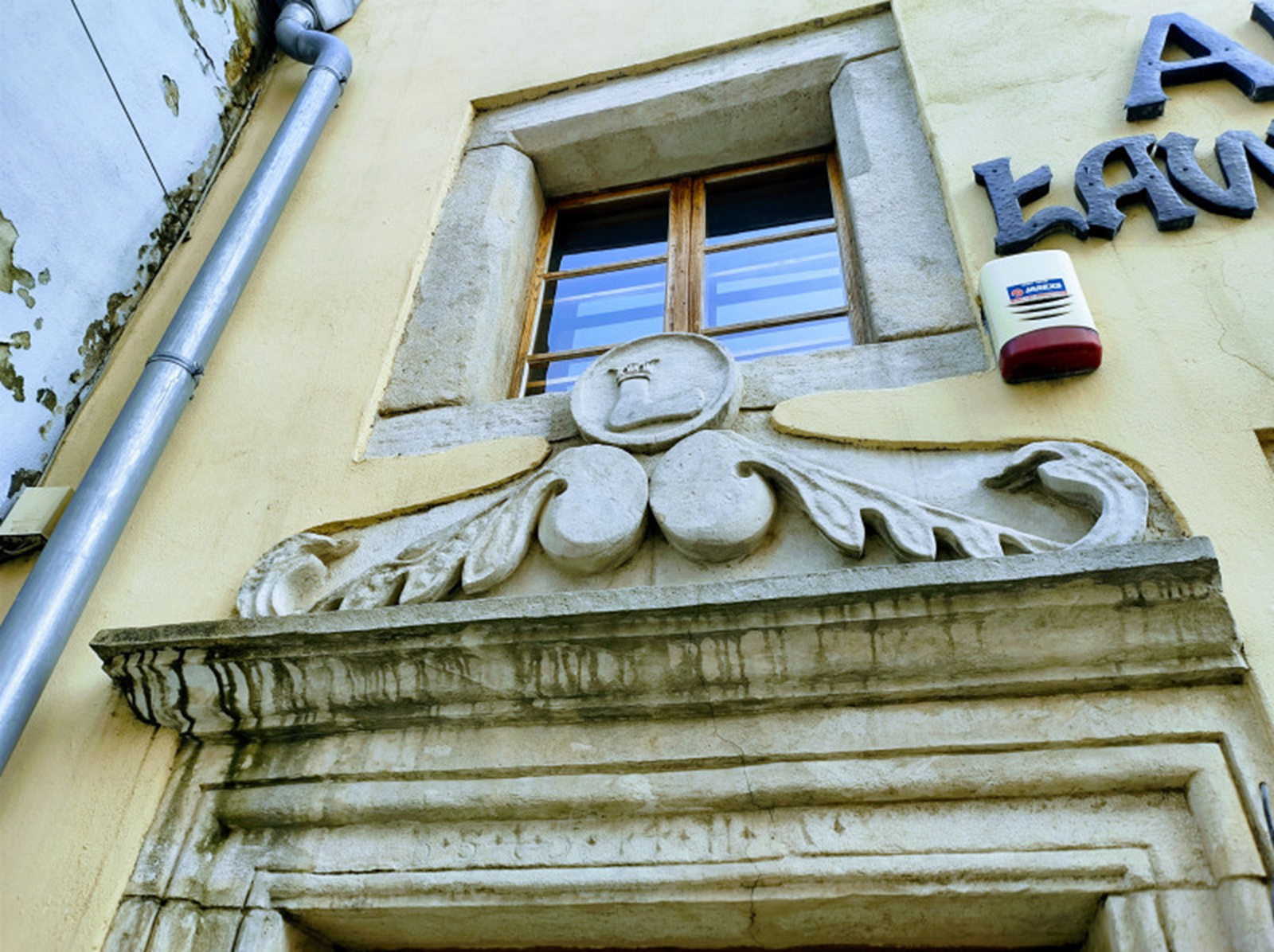
Znak cechu obuwniczego
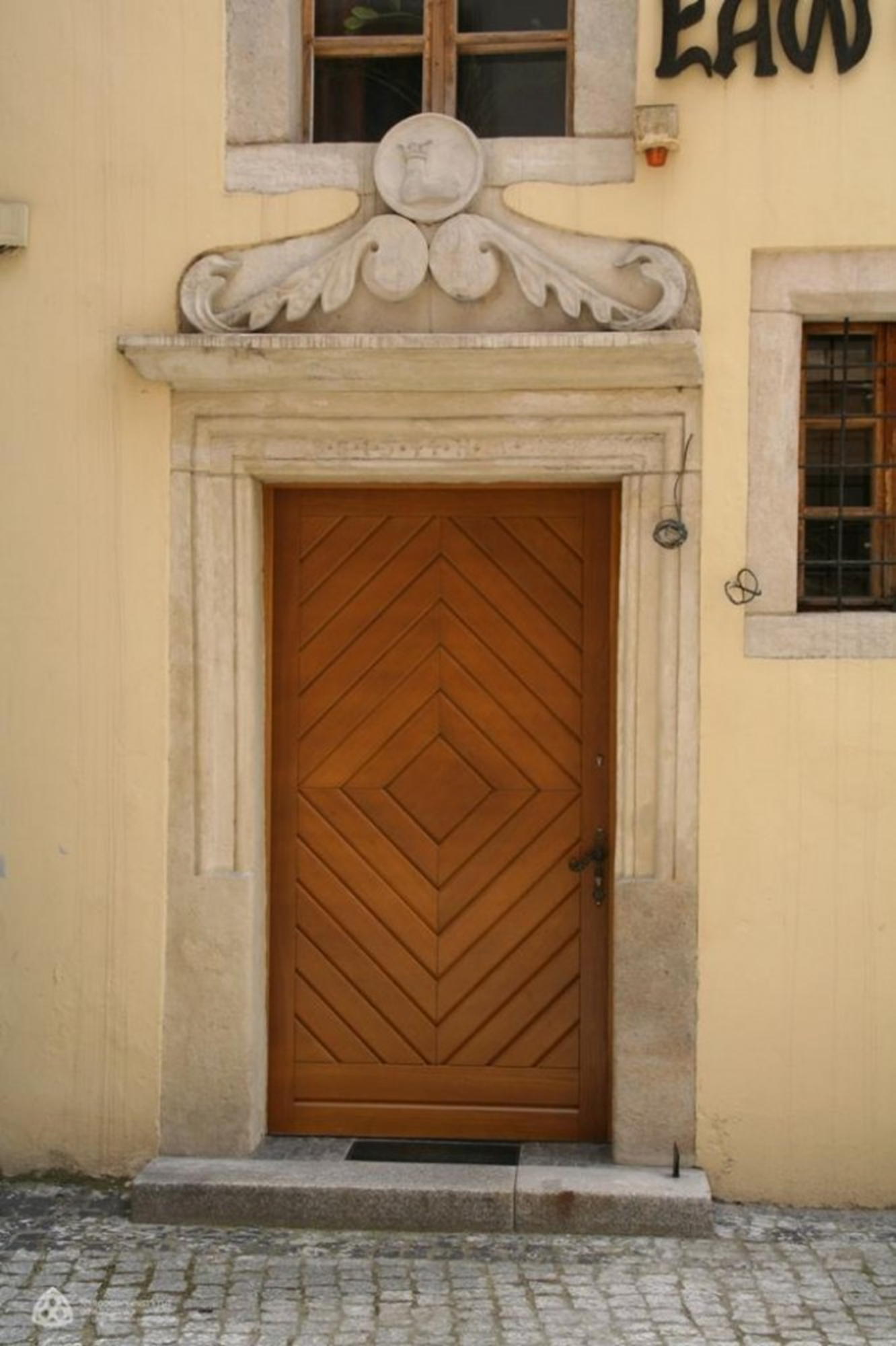
Portal ze znakiem cechu obuwniczego
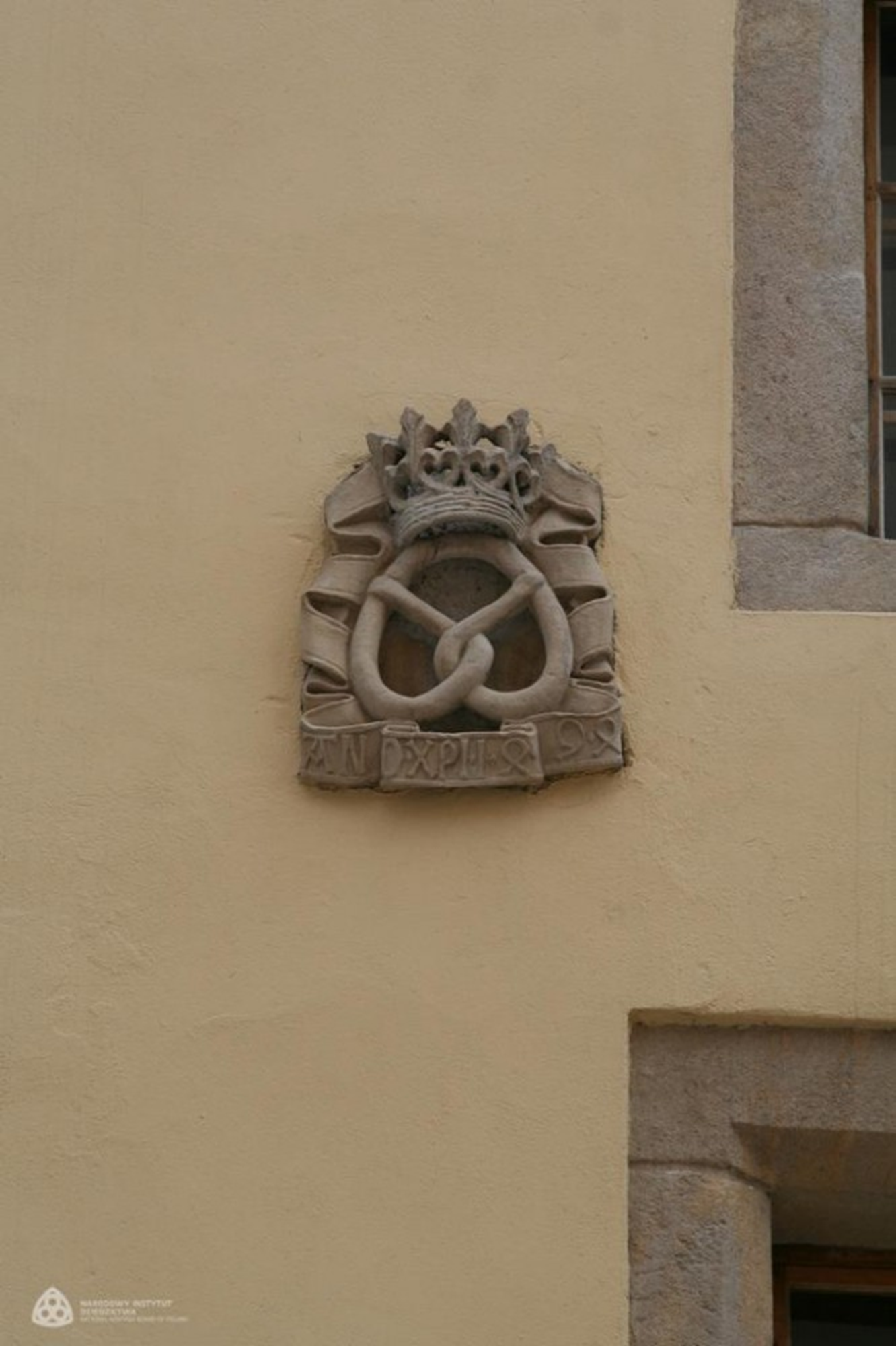
Znak cechu piekarzy
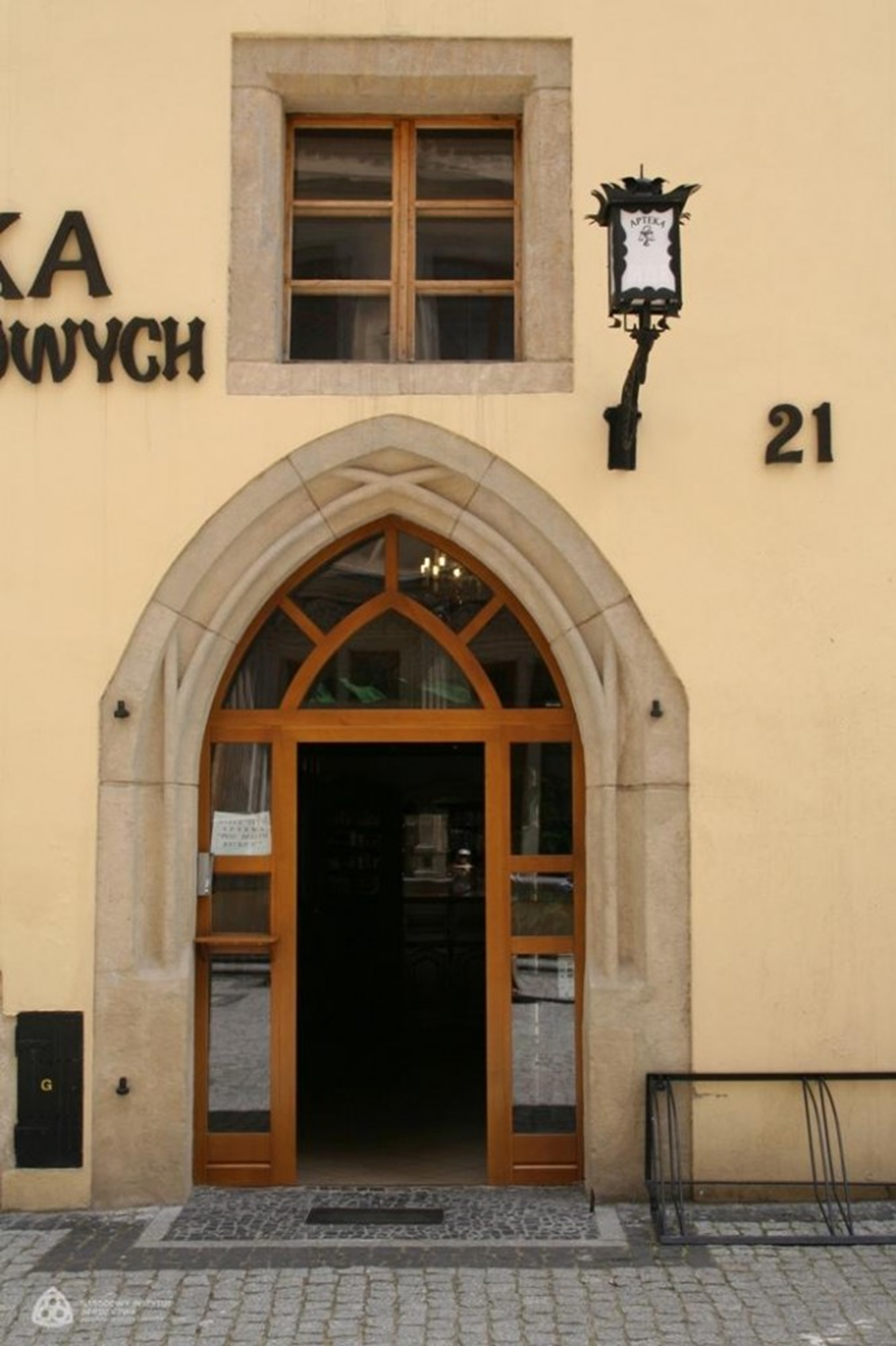
Portal łukowy z wejściem do apteki
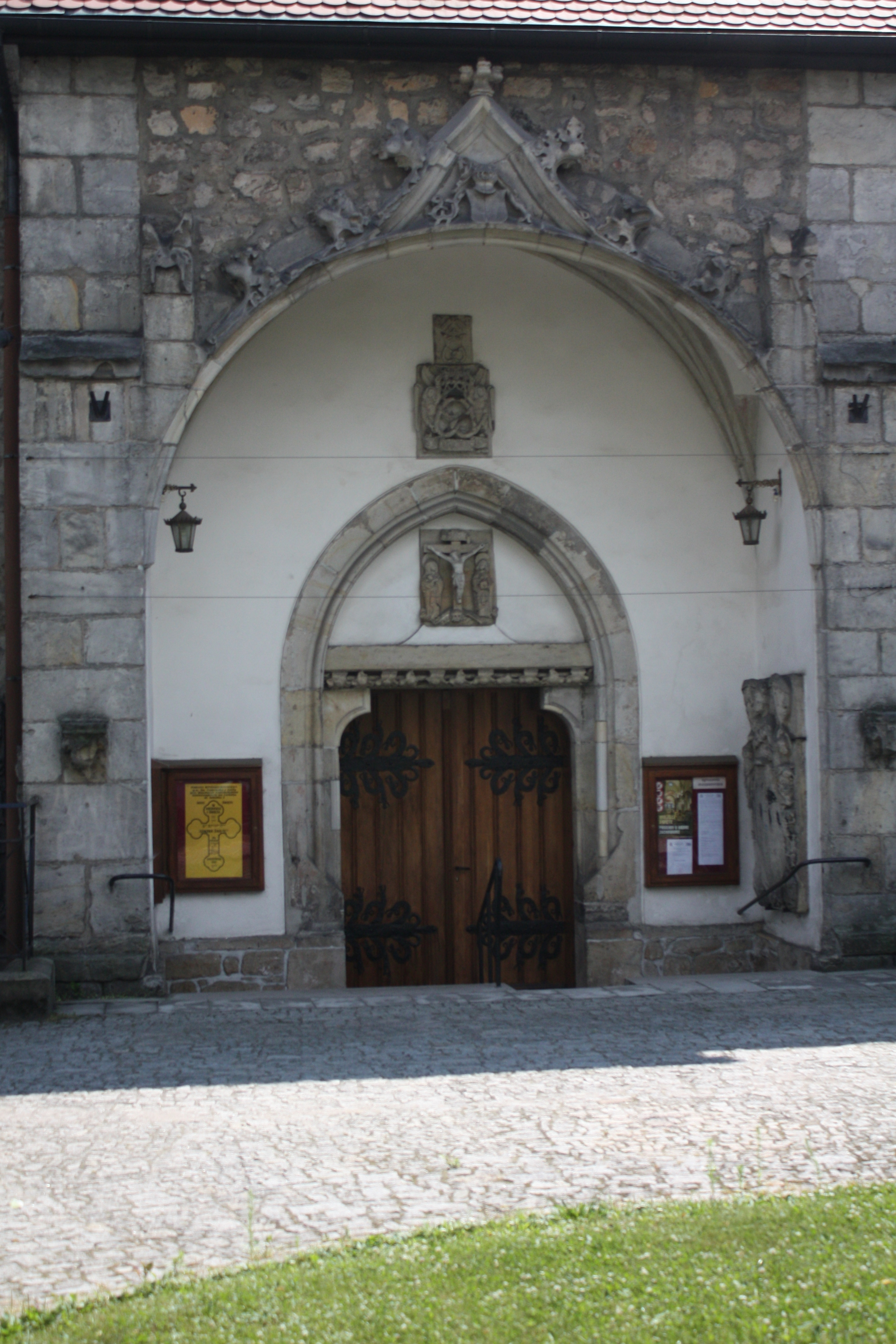
Kościół św. Franciszka z Asyżu w Lwówku Śląskim z widocznym nad portalem świątyni godłem cechu lwóweckich piekarzy z 1494 r.